# R・A・ラファティ
レイフェル・アロイシャス・ラファティ（Raphael Aloysius Lafferty、1914年11月4日 - 2002年3月18日）は、アメリカ合衆国のSF作家。アイオワ州ネオラ生まれ。アイルランド系。表記は、ラファティの他にはラファテイ、ラファティーとも。
電気技師を経て、45歳にして作家デビュー（1960年）。創作を始めたきっかけは「禁酒によって人生に生じた穴を埋めるため」と語る。アメリカのトール・テイル（ほら話）の伝統を感じさせるユーモアあふれる奇想短編と、独自の世界観により構築された難解な異色長編を発表。そのあまりの異色さに「彼の作品は“ラファティ”というジャンルだ」とも言われる。デーモン・ナイトの編集したアンソロジー「オービット」のシリーズでは、ジーン・ウルフ、ケイト・ウィルヘルムらと並ぶ看板作家となり、短編「素顔のユリーマ」で1973年ヒューゴー賞 短編小説部門を受賞。
オクラホマ州ブロークン・アローの養老院にて死去。
2002年に、第2回コードウェイナー・スミス再発見賞を贈られた。

## 主な著作

### 長篇
- Past Master (1968年) 邦訳『トマス・モアの大冒険 -パスト・マスター』井上央訳、青心社文庫、1993年
- The Reefs of Earth (1968年) 邦訳『地球礁』柳下毅一郎訳、河出書房新社、2002年　のち河出文庫
- Space Chantey (1968年) 邦訳『宇宙舟歌』柳下毅一郎訳、国書刊行会〈未来の文学〉、2005年
- Fourth Mansions (1969年)  邦訳『第四の館』柳下毅一郎訳、国書刊行会〈未来の文学〉、2013年
- Arrive At Easterwine (1971年) 邦訳『イースターワインに到着』越智道雄訳、サンリオSF文庫、1986年
- The Devil Is Dead (1971年) 邦訳『悪魔は死んだ』井上央訳、サンリオSF文庫、1986年
- Serpent's Egg (1987年) 邦訳『蛇の卵』井上央訳、青心社、2013年

### 短篇集
- Nine Hundred Grandmothers (1970年) 邦訳『九百人のお祖母さん』浅倉久志訳、早川書房、1981年、のちハヤカワ文庫SF、1988年
  - 「九百人のお祖母さん」Nine Hundred Grandmothers
  - 「巨馬の国」Land of the Great Horses
  - 「日の当たるジニー」Ginny Wrapped in the Sun
  - 「時の六本指」The Six Fingers of Time
  - 「山上の蛙」Frog on the Mountain
  - 「一切衆生」All the People
  - 「カミロイ人の初等教育」Primary Education of the Camiroi
  - 「スロー・チューズデー・ナイト」Slow Tuesday Night
  - 「スナッフルズ」Snuffles
  - 「われらかくシャルルマーニュを悩ませり」Thus We Frustrate Charlemagne
  - 「蛇の名」Name of the Snake
  - 「せまい谷」Narrow Valley
  - 「カミロイ人の行政組織と慣習」Polity and Custom of the Camiroi
  - 「うちの町内」In Our Block
  - 「ブタっ腹のかあちゃん」Hog-Belly Honey
  - 「七日間の恐怖」Sevan-Day Terror
  - 「町かどの穴」The Hole on the Corner
  - 「その町の名は？」What's the Name of That Town?
  - 「他人の目」through Other Eyes
  - 「一期一宴」One at a Time
  - 「千客万来」Guesting Time
- Strange Doings (1972年) 邦訳『つぎの岩につづく』伊藤典夫/浅倉久志訳、早川書房（ハヤカワ文庫SF）1996年
  - 「レインバード」Rainbird
  - 「クロコダイルとアリゲーターよ、クレム」Camels and Dromedaries, Clem
  - 「つぎの岩につづく」 Continued on Next Rock
  - 「むかしアラネアで」 Once on Aranea
  - 「テキサス州ソドムとゴモラ」 Sodom and Gomorrah, Texas
  - 「金の斑入りの目をもつ男」 The Man with the Speckled Eyes
  - 「問答無量」All But the Words
  - 「超絶の虎」The Transcendent Tigers
  - 「豊穣世界」World Abounding
  - 「夢」Dream
  - 「ブリキ缶に乗って」Ride a Tin Can
  - 「アロイス」Aloys
  - 「完全無欠な貴橄欖石」Entire and Perfect Chrysolite
  - 「太古の殻にくるまれて」Incased in Ancient Rind
  - 「みにくい海」The Ugly Sea
  - 「断崖が笑った」Cliffs That Laughed
- 『子供たちの午後』(1982年) Among the Hairly Earthmen 井上央編訳、青心社、日本オリジナル
- 『どろぼう熊の惑星』(1993年) A Lafferty Reader 浅倉久志編訳、早川書房（ハヤカワ文庫SF）、日本オリジナル
  - 「このすばらしい死骸」This Grand Carcass Yet
  - 「秘密の鰐について」About a Secret Crocodile
  - 「寿限無、寿限無」Been a Long Long Time
  - 「コンディヤックの石像」Condillac's Statue
  - 「とどろき平」Boomer Flats
  - 「また、石灰岩の島々も」Nor Limestone Islands
  - 「世界の蝶番はうめく」Groaning Hinges of the World
  - 「処女の季節」Parthen
  - 「意志と壁紙としての世界」The World as Will and Wallpaper
  - 「草の日々、藁の日々」Days of Grass, Days of Straw
  - 「ダマスカスの川」Rivers of Damascus
  - 「床の水たまり」Puddle on the Floor
  - 「どろぼう熊の惑星」Thieving Bear Planet
  - 「イフリート」Ifrit
  - 「公明にして正大」Square and Above Board
  - 「泉が干あがったとき」Oh Whatta You Do When the Well Runs Dry?
  - 「豊かで不思議なもの」Something Rich and Strange
- 『翼の贈りもの』(2011年) 井上央編訳、青心社、日本オリジナル
- 『昔には帰れない』(2012年) 伊藤典夫編、伊藤典夫/浅倉久志訳、早川書房（ハヤカワ文庫SF）、日本オリジナル
  - 素顔のユリーマ
  - 月の裏側
  - 楽園にて
  - パイン・キャッスル
  - ぴかぴかコインの湧きでる泉
  - 崖を登る
  - 小石はどこから
  - 昔には帰れない
  - 忘れた偽足
  - ゴールデン・トラバント
  - そして、わが名は
  - 大河の千の岸辺
  - すべての陸地ふたたび溢れいづるとき
  - 廃品置き場の裏面史
  - 行間からはみだすものを読め
  - 一八七三年のテレビドラマ
- 『町かどの穴 ラファティ・ベスト・コレクション1』牧眞司編, 伊藤典夫,浅倉久志他訳 ハヤカワ文庫SF、日本オリジナル 2021/10/5
  - 町かどの穴
  - どろぼう熊の惑星
  - 山上の蛙
  - 秘密の鰐について
  - クロコダイルとアリゲーターよ、クレム
  - 世界の蝶番はうめく
  - 今年の新人
  - いなかった男
  - テキサス州ソドムとゴモラ
  - 夢
  - 苺ヶ丘
  - カブリート
  - その町の名は？
  - われらかくシャルルマーニュを悩ませり
  - 他人の目
  - その曲しか吹けない
  - 完全無欠な貴橄欖石
  - 《偉大な日》明ける
  - つぎの岩につづく
- 『ファニーフィンガーズ ラファティ・ベスト・コレクション2』牧眞司編, 伊藤典夫,浅倉久志他訳 ハヤカワ文庫SF、日本オリジナル 2021/12/2
  - ファニーフィンガーズ
  - 日の当たるジニー
  - 素顔のユリーマ
  - 何台の馬車が?
  - 恐るべき子供たち
  - 超絶の虎
  - 七日間の恐怖
  - せまい谷
  - とどろき平
  - レインバード
  - うちの町内
  - 田園の女王
  - 公明にして正大
  - 昔には帰れない
  - 浜辺にて
  - 一期一宴
  - みにくい海
  - スロー・チューズデー・ナイト
  - 九百人のお祖母さん
  - 寿限無、寿限無
- 『とうもろこし倉の幽霊』井上央編訳、新☆ハヤカワ・SF・シリーズ、日本オリジナル 2022/1/19
  - とうもろこし倉の幽霊
  - 下に隠れたあの人
  - サンペナタス断層崖の縁で
  - さあ、恐れなく炎の中へ歩み入ろう
  - 王様の靴ひも
  - 千と万の泉との情事
  - チョスキー・ボトム騒動
  - 鳥使い
  - いばら姫の物語―学術的研究―

他に短篇多数。